# Spinning Coaster (Drouwenerzand)
Spinning Coaster (eerder Jungle) is een stalen draaiende achtbaan in attractiepark Drouwenerzand in Drouwen in de Nederlandse provincie Drenthe. De achtbaan werd geopend op 3 mei 2005.

## Geschiedenis
De achtbaan, gebouwd door EOS Rides, werd gekocht door exploitant Wetzel die er onder andere de Zwitserse kermissen mee bereisde. In het seizoen 2004 ruilde de eigenaar de achtbaan in voor een andere attractie. Daarna werd de baan geplaatst in park Drouwenerzand.
Sinds zomer 2016 draaien de wagentjes niet meer. In het begin van seizoen 2022 is dit weer geprobeerd maar helaas was dit al snel weer kapot.

## Technische informatie
Spinning Coaster maakt gebruik van een wieloptakeling in combinatie met één achtbaantrein. De passagiers zitten twee aan twee met de rug tegen elkaar aan in de wagentjes.